# Skalne poslikave in kulturna krajina Gobustana
Skalne poslikave in kulturna krajina Gobustana predstavljajo rastlinstvo in živalstvo, lov, življenjski slog in kulturo od predzgodovinskega do srednjeveškega obdobja . Podobe na skalah ponazarjajo primitivne moške, obredne plese, moške s kopji v rokah, živali, borbe z biki, kamelje karavane in sliko sonca in zvezd. Datacija teh podob sega od 5000 - 25.000 let v preteklost.

## Skalne poslikave in kulturna krajina Gobustana
Kulturna krajina in skalne poslikave Gobustana predstavljajo zgodovino človeštva od zgornjega paleolitika do srednjega veka v Evraziji. Najdišče leži na jugovzhodnem koncu Azerbajdžana, v predgorju Visokega Kavkaza ob Kaspijskem jezeru. Od centra Bakuja je oddaljeno približno 64 km. Površina nahajališča je 537 ha.
Kulturna krajina zajema tri skalnata višavja na polpuščavskem ozemlju osrednjega Azerbajdžana. Na površinah več kot 1000 skal je več kot 6000 v kamen vrezanih podob, ki odražajo 40.000 let zgodovine skalne umetnosti .
Med arheološkim izkopavanjem so v različnih arheoloških fazah odkrili tudi 104 vrezane skale manjšega obsega.
Petroglifi v Gobustanu, stari približno 5000 do 8000 let, prikazujejo ladje, podobne vikinškim ladjam . Odkritje ladijskih ilustracij med skalnimi slikami kaže na odnos do Sredozemlja in evropske celine . Pomenijo pa tudi, da je bilo v času nastanka poslikav gladina Kaspijskega jezera višja kot je danes.
Džingirdag, Bojukdaš in Kičikdaš ter Jazilitepe so nizki griči na planoti. Zaradi apnenčastega površja je tukaj precej jam in skalnih niš. Večino podob najdemo na zgornji površini gričev Bojukdaš in Kicikdaš. Te slike segajo 3-4 tisoč let v preteklost in v glavnem odražajo prizore lova. Na skalah bolj zavetnih strani so upodobljene človeške figure (plesalci, lovci, moški, ki nosijo tropske čelade) in živali (jeleni in koze) .
Slike živali se razlikujejo glede na obdobja zaradi sprememb lovnih ciljev (od velikih živali, kot so turi in divji konj (v pleistocenskem obdobju), do relativno manjših holocenskih živali, kot so jeleni, divje svinje in ptice) glede na podnebne spremembe, ki se začnejo na začetku holocena.
Petroglifi na stenah bivalnih lokacij kot Firuz-1, Firuz-2, Gaya-arasi, Gaya-Arasi-2 na griču Kicikdaš, Kaniza, Ana-Zaga na Bojukdašu, so si podobni.
Na eni od skal je latinski napis, ki pripada obdobju vladavine rimskega cesarja Domicijana (81–96 n. št.), kar kaže na začasno bivanje 12. rimske legije ob kaspijskih obalah.
Drug ostanek zgodnjega obdobja je tako imenovani gaval čalan daš (kamen tamburin), starodavno glasbilo, opisano v globustanski skalni umetnosti.
Leta 1996 so bile gore z dekretom Sveta ministrov Azerbajdžanske SSR razglašene za državni zgodovinski umetniški rezervat Gobustan. S sklepom predsednika so bile gore leta 2007 razglašene za nacionalni rezervat.
Gobustan je bil zaradi kakovosti in gostote gravur kamnite umetnosti leta 2007 razglašen za Unescovo svetovno dediščino.

## Zgodovina
Kulturno krajino je prvič odkril lokalni rudar v letih 1939-40. Preproste črtne risbe jelenov, koz in govedi iz 12. do 8. stoletja pred našim štetjem odražajo neolitsko obdobje v Gobustanu. Gobustanski petroglifi, ki jih je proučeval Isak Jafarzadeh, je v letu 1947 analiziral približno 750 skal z več kot 3500 petroglifi in naprej, razdeljenih na 6 obdobij od antičnega do srednjega veka:
- neolitsko obdobje (slike vsebujejo moške in ženske risbe s puščico in lokom na ramenih),
- pozno neolitsko obdobje (risbe bizonov, čolnov in lokostrelcev),
- obdobje eneolitika (velike risbe koz, levov in jelenov),
- bronasta doba (divje živali, konji in prašiči),
- železna doba (moški, koze in jeleni, pa tudi rimski napisi)

Arhivi Sankt Peterburške akademije znanosti so imeli celo 3-4 poročila na to temo. Angleški naftni inženirji so v te kraje povabili profesorje z Oxfordske univerze in njihove spremljevalce. Na vhodu v glavno jamo je napis iz leta 1905 v ruskem jeziku, ki navaja, da je določen Kruše obiskal te kraje. Slike čolnov je proučeval tudi norveški raziskovalec Thor Heyerdahl.
Srednji vek (risbe kamelskih karavan, bojevnik z orožjem na roki, simboli, arabski in perzijski napisi) .
Pozneje sta F. Muradova in J. Rustamov na novo odkrila več kot 1500 slik. Med arheološkim izkopavanjem so tukaj našli številne strukture iz bronaste dobe. Ta arheološka izkopavanja je podprl Inštitut za arheologijo in etnografijo Nacionalne akademije znanosti Azerbajdžana.
Leta 1966, 1988 in 2001 so bila vsa odkritja v kamen vrezanih ali vkledanih podob vzeta pod zaščito države. 

## Galerija
- Petroglifi na skalah v Gobustanu
- Zemljevid območja državnega rezervata skalne umetnosti Gobustan